# دره‌های اکسیتان

نقشه دره‌های اکسیتان

دره‌های اکسیتان (اکسیتان: Valadas Occitanas، ایتالیایی: Valli Occitane، فرانسوی: Vallées Occitanes‎) بخش‌هایی از اکسیتانیا (منطقه گویشوران اکسیتان) هستند که درون مرزهای ایتالیا و در کوه‌های آلپ قرار گرفته‌اند.
جمعیت این مناطق در ژوئیه ۲۰۱۳ برابر با ۱۷۴۴۷۶ تن بود.
شهرهای بزرگ آن بورگو سان دالماتزو، بوسکا، بووس و درونرو هستند. درون‌بومی از گویشوران اکسیتان در گواردیا پیمونتزه در ناحیه کالابریا نیز یافت می‌شوند اما این منطقه جزو دره‌های اکسیدان نیست.
اکسیتان از سال ۱۹۹۹ تحت پوشش قانون محافظت از زبان‌های اقلیت ایتالیا قرار گرفته‌است.